# Кайло

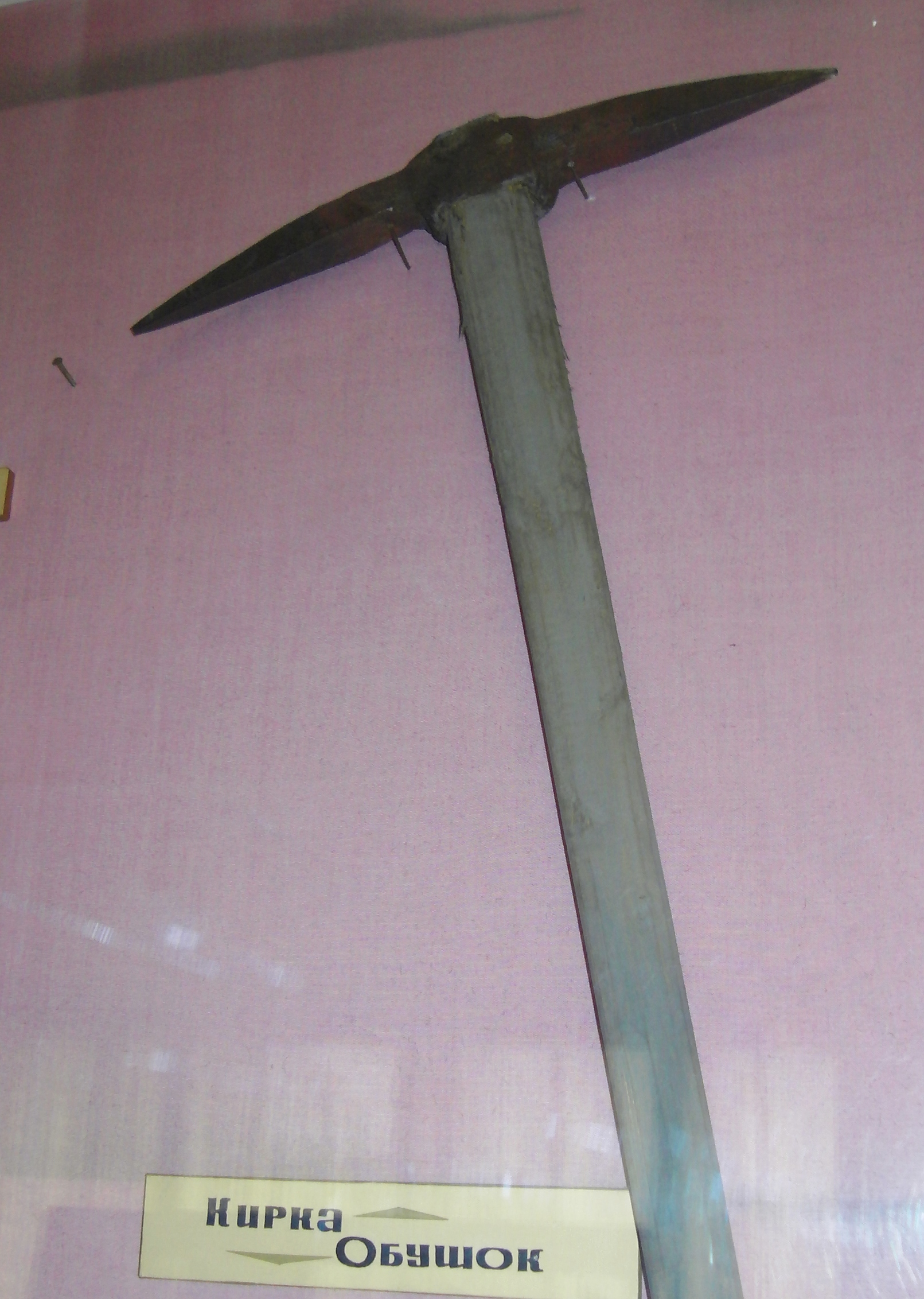
Кайло, Народний музей історії міста Торецька.

Ка́йло (можливо, від нім. Keil — «клин») — ручний інструмент, вигнутий і загострений з одного або обох кінців; металевий молоток на довгому дерев'яному держакові для відколювання шматків ламких порід від масиву.

## Загальний опис
Застосовується з глибокої давнини, спочатку у вигляді оленячих рогів, пізніше з бронзи і сплавів заліза. Відомі одно-, двокінцеві кайла та з вставним лезом. Сліди від кайлоподібних знарядь знаходять на стінках гірничих виробок кам'яної доби (в Україні, наприклад, на стінках кремнієвидобувних штолень і шахт на Донбасі та на Правобережжі, в районі Білої Гори).

### Дотичні терміни
- Кайловище — держак кайла[5]
- Кайлувати — відбивати кайлом[6]